# ラーディッシュ
ラーディッシュ (Radish) は、アニメ作品群『ガンダムシリーズ』のうち、宇宙世紀を舞台にした作品に登場する架空の艦艇。エゥーゴ所属の宇宙戦艦である。アイリッシュ級戦艦（Irish-class Battleship）の2番艦、あるいは3番艦。

## 概略
反地球連邦組織エゥーゴによって宇宙巡洋艦アーガマをベースに、エゥーゴを支持する民間協力者たちの共同出資によって建造した。グリプス戦役当時としてはかなりの高性能艦である。アナハイム・エレクトロニクスのグラナダ工場が建造した。
アーガマは高いMS運用能力を持ち、汎用性・居住性にも優れた高性能艦で、その開発は十分に成功といえるものだったが、コストが高く量産には不向きであり、艦の砲撃能力も不足していた。ティターンズのアレキサンドリア級に対抗するためにも、この欠点を補充しつつ量産向きな船の建造が図られた。これが後のアイリッシュ級となる。
基本的な設計はアーガマと共通だが、マゼラン級戦艦のコンセプト、即ち優れた砲戦能力とダメージコントロール能力を取り入れ、アーガマの弱点であった艦単独の火力不足を補うためにメガ粒子砲を多数装備、推進機関も増加しており、より戦闘向けの艦に仕上がっている。武装は主砲として上下に各1基の大型連装メガ粒子砲の他、アーガマ級の主砲である単装メガ粒子砲を副砲として両舷前方射界に4基、ブリッジ後方に1基の合計5門を備える。またMSカタパルトを1基増設して3基とし、更に後方下面に着艦用デッキが追加されており、アーガマ譲りの高いMS運用能力を更に高めている。MS搭載数は不明だが、劇中のブライトのセリフからアーガマより上と見られる。カタパルトはデッキの延長に合わせて長くなっているとされている。
その一方でコストカットも行われており、宇宙空間専用艦としてアーガマが持つバリュートシステムによる大気圏突入能力や大気圏内の飛行能力は無くなっている。また、収納式のメガ粒子砲、回転式居住ブロック、ブリッジの収納などもオミットされている。
この結果、居住性・汎用性の低下に代わり、砲撃・MS運用・コストに優れた艦となり、三隻の同型艦建造に留まったアーガマ級を凌ぎ、数10隻の同級艦が存在している。グリプス戦役後も地球連邦軍で運用され、クラップ級が普及するまで第一線で使われた。それ以降でも、この高速戦艦とも言えるクラスが登場しなかったこともあり、護衛任務などに長年使用され続けた。

## 異説
アーガマ級の発展型であるとする一方、基本設計をマゼランに求めながら技術革新による熱核反応炉とジェネレーターの小型化により、設計そのものを縮小して巡洋艦サイズへの軽量化とコンパクト化を成し遂げた艦である、とする資料もある。また、アイリッシュタイプを「マゼラン級」とする資料もある。

## 劇中での活躍
アーガマ艦長をブライト・ノアに譲ったヘンケン・ベッケナーが艦長に就任した。アーガマと共に行動することが多いが、単艦でティターンズによるコロニー落としを阻止するなど主力艦として活躍した。コロニーレーザーを巡る最終決戦で被弾したエマ・シーン中尉のガンダムMk-IIをかばい、ティターンズのヤザン・ゲーブル大尉が操るハンブラビにより撃沈された。

## 乗組員
艦長
- ヘンケン・ベッケナー

ブリッジ要員
- コールマン

パイロット
- エマ・シーン
- カツ・コバヤシ
- クワトロ・バジーナ

## 艦載機
- ガンダムMk-II
- 百式
- リック・ディアス
- メタス
- ネモ
- Gディフェンサー

## 同型艦
アイリッシュ
マニティ・マンデナ少佐を艦長とするアイリッシュ級1番艦。
アーレイバーグ
漫画『機動戦士ガンダムF90』に登場。同型艦のセント・アイヴス、ミッテランと共に、第一次オールズモビル戦役に第13独立機動艦隊所属艦として参加し、中破する。
アレイオーン
雑誌企画『ADVANCE OF Ζ 刻に抗いし者』に登場。作業が遅れ、コンペイトウ攻略戦後に完成した新造艦。カラーリングは白。艦長はクリスティアン・カーク少佐。強襲揚陸艇を艦内に収容している。また初期型だと無防備な艦底に対空レーザーを複数増設している。就航が予定より遅れたのはこの追加工事の為である。
エシャロット
「DOME-G」にて公開された映像作品『機動戦士ガンダムUC One of Seventy Two』に登場。白系統の塗装が施されている。U.C.0095年にユニコーンガンダム3号機「フェネクス」の母艦として連邦軍高官2人が乗り込みバンシィとの合同評価試験に参加するが、暴走したフェネクスにブリッジを破壊される。
小説『機動戦士ガンダムUC』の中編エピソード「不死鳥狩り」でも、フェネクスに撃沈された母艦として名前が登場し、「不死鳥狩り」の主要登場人物であるヨナ・バシュタやリタ・ベルナルと同じ施設で育った幼馴染が整備士として搭乗していたという言及がされている。小説「不死鳥狩り」を元にした映画『機動戦士ガンダムNT』では、同郷の整備士への言及はないものの、フェネクスに撃沈される場面が映像化されており、映画のノベライズ版にも名前が登場する。大森倖三による『NT』のコミカライズ版では、クルーの様子や、『One of Seventy Two』で描かれたフェネクスとバンシィの交戦の様子など、映画では触れられなかった詳細な内容が追加されている。
オアシス
漫画『機動戦士ガンダムUC 星月の欠片』に登場。ロンド・ベル隊所属。要人輸送や補給艦の護衛艦。OVA『機動戦士ガンダムUC』2話に登場したアイリッシュ級は本艦とされる。
カベンディッシュ
漫画『機動戦士ガンダムF90 ファステストフォーミュラ』に登場。旧エゥーゴ系テロ組織「エグム」の艦隊旗艦で、0116年に「レガシィ」と合流して建造中の隕石迎撃衛星「トリムールティ」を襲撃する。艦隊司令はトロワ・トロワルドヨ中佐。
クークスタウン
漫画『シークレットフォーミュラ フルアーマー百式改』に登場。月面工業都市イプシロン駐留時にティターンズ特務部隊に襲撃されるが、所属するクリフ・フレミング中尉が駆るフルアーマー百式改により撃退する。
ザンクト・ガレン
漫画『機動戦士ガンダム エコール・デュ・シエル』に登場。エゥーゴ所属。ジロー・マミヤを艦長とする。ルオイーコロニーに秘匿されたMAをめぐり、コロニー港湾部でティターンズと交戦。ルオイーコロニーが崩壊していく中、大破したル・シーニュを回収する。
スタウト
OVA『GUNDAM EVOLVE ../9  MSZ-006 Ζ-GUNDAM』に登場。チャクラ研究所の防衛に当たるが、ゲミヌスの攻撃を受けて僚艦とともに撃沈される。
セント・アイヴス
漫画『機動戦士ガンダムF90』に登場。第13独立機動艦隊所属で、オールズモビルとの戦いで消息不明となる。
ツバイカウ
漫画『機動戦士ガンダム エコール・デュ・シエル』に登場。艦長はベルナルド・フェレ。ハロウィン、イースター各MS小隊を有し、衛星軌道上の通信衛星防衛戦やルオイーコロニー防衛戦で活躍、最期はダーグウェに対して特攻自沈する。
マスタッシュ
漫画『機動戦士ガンダムΖΖ外伝 ジオンの幻陽』に登場。メッチャー・ムチャを艦長とする。第一次ネオ・ジオン抗争時にハマーン・カーン不在を見計らったアクシズ攻略作戦の旗艦となるが、作戦は失敗に終わり撃沈される。
ミッテラン
漫画『機動戦士ガンダムF90』に登場。第13独立機動艦隊所属で、大破したため自沈する。